# Old Sarum Castle
Old Sarum Castle är ett slott i Storbritannien.   Det ligger i grevskapet Wiltshire och riksdelen England, i den södra delen av landet, 130 km väster om huvudstaden London. Old Sarum Castle ligger 109 meter över havet.
Terrängen runt Old Sarum Castle är platt. Runt Old Sarum Castle är det ganska tätbefolkat, med 120 invånare per kvadratkilometer. Närmaste större samhälle är Salisbury, 2,7 km söder om Old Sarum Castle. Trakten runt Old Sarum Castle består till största delen av jordbruksmark.